# Paňa
Paňa este o comună slovacă, aflată în districtul Nitra din regiunea Nitra. Localitatea se află la altitudinea de 178 m deasupra n.m., se întinde pe o suprafață de 11,26 km2 și în 2011 număra 347 de locuitori. Se învecinează cu Veľký Cetín, Vinodol, Michal nad Žitavou, Lúčnica nad Žitavou, Vráble, Klasov și Golianovo.

## Istoric
Localitatea Paňa este atestată documentar din 1239.

## Demografie
| An:                | 1994 | 2004 | 2014    | 2024    |
| ------------------ | ---- | ---- | ------- | ------- |
| Număr de persoane: | 317  | 317  | 370     | 421     |
| Diferență:         |      | +0%  | +16,71% | +13,78% |

| An:                | 2023 | 2024   |
| ------------------ | ---- | ------ |
| Număr de persoane: | 411  | 421    |
| Diferență:         |      | +2,43% |